# Ecléctica
Ecléctica (укр. Еклектика) — другий студійний альбом української співачки Насті Каменських під псевдонімом NK. Альбом вийшов 18 вересня 2020 року на лейблі Nice2CU.

## Про альбом
25 жовтня 2019 року Настя Каменських випустила перший сингл під назвою «Elefante» та музичний відеокліп на нього. Режисером кліпу був Леонід Колосовський. Станом на кінець серпня 2020 року кількість переглядів відеокліпу на платформі Youtube перетнула позначку у 100 мільйонів.
Другий сингл «A Huevo» та відеокліп на нього співачка представила 3 вересня 2020 року, режисером кліпу також виступив Леонід Колосовський. Назва треку є мексиканським сленгом, та у перекладі з іспанської означає «круто, офігенно».
Альбом вийшов 18 вересня 2020 року. Спочатку реліз був запланований на квітень того ж року, але через пандемію коронавірусної хвороби його було відкладено.
На обкладинці альбому зображено фото співачки, зроблене під час її відпочинку у Мексиці у 2019 році. Фотограф — Фредді Ког (англ. Freddy Koh). Композиції у альбомі виконуються іспанською мовою з вставками сленгових виразів англійською та українською мовами.
25 вересня 2020 року було опубліковано ліричне відео на пісню «Película». Відеокліп був створений у стилістиці популярного мексиканського свята — «El Día de Muertos» (укр. День мертвих).

## Список композицій
Автори музики та слів усіх композицій — Настя Каменських та Олексій Потапенко.
| #                          | Назва         | Тривалість |
| -------------------------- | ------------- | ---------- |
| 1.                         | «Elefante»    | 2:42       |
| 2.                         | «A Huevo»     | 2:54       |
| 3.                         | «Yea or Nay»  | 3:05       |
| 4.                         | «Película»    | 3:05       |
| 5.                         | «No Stress»   | 3:42       |
| 6.                         | «Pura Basura» | 2:19       |
| 7.                         | «Ojalá»       | 2:21       |
| Загальна тривалість: 20:10 |               |            |

## Позиції в чартах

### Сингли
| Країна  | Сингл     | Чарти (2020)       | Найвища позиція |
| ------- | --------- | ------------------ | --------------- |
| Україна | «A Huevo» | Ukraine Radio Hits | 29              |

## Нагороди та номінації
| Рік  | Премія               | Номінація                                      | Результат | Примітка                              | Дж.    |
| ---- | -------------------- | ---------------------------------------------- | --------- | ------------------------------------- | ------ |
| 2020 | YUNA                 | Найкраща пісня іншою мовою                     | Номінація | «Elefante»                            | [ 13 ] |
| 2020 | Top Hit Music Awards | Відеокліп року (жіночій вокал) YouTube Ukraine | Перемога  | «Elefante» (реж. Леонід Колосовський) |        |
| 2021 | YUNA                 | Найкращий альбом                               | Номінація |                                       | [ 14 ] |
| 2021 | YUNA                 | Найкраща пісня іншою мовою                     | Номінація | «A Huevo»                             | [ 14 ] |